# Матвиенко, Геннадий Анатольевич
Геннадий Анатольевич Матвиенко (род. 19 февраля 1988 года, Лениногорск Восточно-Казахстанская область) — казахстанский лыжник.

## Карьера
Тренируется у С.С. Снытина и Е.В. Коломиной.
- Бронзовый призёр чемпионата мира среди юниоров — 2008 (эстафета)
- Бронзовый призёр молодёжного чемпионата мира — 2010 (15 км)
- Мастер спорта Республики Казахстан международного класса

Студент КАСУ (Усть-Каменогорск).